# 上天草市立教良木小学校
上天草市立教良木小学校（かみあまくさしりつ きょうらぎしょうがっこう）は、熊本県上天草市松島町教良木にある小学校。

## 沿革
- 1875年（明治8年）11月5日 - 教良木村字中原に教良木小学校創立
- 1889年（明治22年）4月1日 - 内野河内分教場設置
- 1900年（明治33年）9月1日 - 堂の下に新校舎新築落成。分教場移転合併
- 1902年（明治35年）5月1日 - 教良木尋常高等小学校と改称
- 1913年（大正2年）7月31日 - 現在地に移転
- 1941年（昭和16年）4月1日 - 教良木国民学校と改称
- 1947年（昭和22年）4月1日 - 教良木村立教良木小学校と改称
- 1955年（昭和30年）4月1日 - 松島村立教良木小学校と改称
- 1956年（昭和31年）9月1日 - 松島町立教良木小学校と改称
- 2004年（平成16年）- 上天草市立教良木小学校と改称